# فیروزه
فیروزه یا پیروزه یک کانی کمیاب و ارزشمند به رنگ‌های طیف فیروزه‌ای (آبی روشن تا سبز) و از ردهٔ فسفات است. این کانی به‌دست فیروزه‌تراشان شکل داده می‌شود و به عنوان نگین برای انگشتر، گردنبند، گوشواره و دیگر جواهرات به کار می‌رود. فیروزه مانند بسیاری از جواهرات کدر دیگر، با معرفی جایگزین‌های نوین و مواد مصنوعی به بازار، از لحاظ اقتصادی نسبت به گذشته کم ارزش‌تر شده.
ترکیب آن فسفات آبدار طبیعی آلومینیم با فرمول شیمیایی Cu(II)Al6(PO4)4(OH)8·4H2O است و در دستگاه کج‌وجهی متبلور می‌شود، با مس آبی‌رنگ (فیروزه‌ای) است و به عنوان جواهر به‌کار می‌رود.
معیار سنجش جهانی کیفیت سنگ فیروزه بر اساس رنگ، سنگ فیروزه معدن نیشابور می‌باشد.

## تاریخچه
استخراج فیروزه در تپه‌های سرّیوس (Cerrillos Hills) ایالت نیومکزیکو ابتدا توسط بومیان آمریکا آغاز شد و در اواخر دهه ۱۸۰۰ میلادی، برای مدت کوتاهی مورد توجه اروپایی‌ها قرار گرفت. قیمت فیروزه در حدود سال ۱۸۹۰ به اوج خود رسید، اما تا سال ۱۹۱۲ سقوط کرد و در نهایت به پایان عملیات استخراج در مقیاس وسیع انجامید.
در مقطعی تاریخی دیگر، در دوران سلطنت محمد خدابنده (۱۵۷۸–۱۵۸۷) در ایران صفوی، غبار فیروزه‌ای که طی پنجاه سال استخراج انباشته شده بود، به شکلی افراطی و تجمل‌آمیز به مصرف رسید. این ولخرجی سلطنتی در حالی صورت گرفت که کشور با تنگناهای اقتصادی، ناآرامی‌های سیاسی و تشدید جناح‌بندی در میان نخبگان قزلباش مواجه بود.

## خواص
بهترین فیروزه به حداکثر سختی موس کمی کمتر از ۶ یا کمی بیشتر از شیشه پنجره می‌رسد. آزمایش بلورنگاری پرتوی ایکس نشان می‌دهد که دستگاه بلوری آن سه شیب است و با سختی کمتر پوکی آن بیشتر می‌شود.جلای فیروزه معمولاً مومی تا زیر شیشه‌ای است و شفافیت آن معمولاً کدر است، اما ممکن است در مقاطع نازک، نیمه شفاف باشد. رنگ فیروزه به اندازه سایر خواص این کانی متغیر است، از سفید تا آبی پودری تا آبی آسمانی و از سبز آبی تا سبز مایل به زرد متغیر است. رنگ آبی به مس ایدیوکروماتیک نسبت داده می‌شود در حالی که رنگ سبز ممکن است نتیجه ناخالصی‌های آهن باشد. (جایگزین شده به جای مس) : 29  با سختی کمتر، وزن مخصوص کمتری (۲٫۶۰–۲٫۹۰) و تخلخل بیشتر به وجود می‌آید. این خصوصیات به اندازه دانه بستگی دارد. رنگ به اندازه سایر خواص مواد معدنی متغیر است، از سفید تا آبی پودری تا آبی آسمانی و از سبز آبی تا سبز مایل به زرد متغیر است. رنگ آبی را به مس ایدیوکروماتیک نسبت می‌دهند در حالی که ممکن است رنگ سبز ناشی از ناخالصی آهن (جایگزین آلومینیوم) یا کم‌آبی باشد.
ضریب شکست فیروزه (که توسط نور سدیم، ۳/۵۸۹ نانومتر اندازه‌گیری می‌شود) تقریباً ۱٫۶۱ یا ۱٫۶۲ است. این یک مقدار متوسط است که به عنوان یک خواندن واحد در یک انکسار سنج هندسی دیده می‌شود، به دلیل طبیعت تقریباً بی‌نظیر پلی کریستالی فیروزه. قرائت ۱٫۶۱–۱٫۶۵ (تجزیه مجدد دوتایی ۰٫۰۴۰، مثبت دو محوره) از کریستال‌های نادر منفرد گرفته شده‌است. یک طیف جذبی نیز ممکن است با یک طیف‌سنج دستی بدست آید، که یک خط در ۴۳۲ نانومتر و یک باند ضعیف در ۴۶۰ نانومتر را نشان می‌دهد (این امر با نور منعکس شده قوی دیده می‌شود). در زیر اشعه ماورا بنفش موج بلند، فیروزه ای ممکن است گاهی اوقات سبز، زرد یا آبی روشن را فلورس کند. تحت اشعه ماورا بنفش و اشعه ایکس موج کوتاه بی‌اثر است.
فیروزه خردشده در هیدروکلریک اسید داغ حل شونده است. فیروزه خرد شده در اسید کلریدریک داغ محلول است. رنگ خاکه آن سفید تا سبز مایل به آبی و شکستگی آن صاف تا صدفی شکل است. فیروزه علیرغم سختی کم نسبت به سایر جواهرات، جلا پذیری خوبی دارد. فیروزه همچنین ممکن است با لکه‌های پیریت یا با رگه‌های لیمونیتی تیره و عنکبوتی پر شده باشد.
فیروزه تقریباً همیشه کریستوکریستالی و عظیم است و شکل خارجی مشخصی ندارد. کریستال‌ها، حتی در مقیاس میکروسکوپی، نادر هستند. به‌طور معمول این فرم از نظر عادت، پرکننده ورید یا شکستگی، گره‌ای یا بوتریوئیدال است. فرم‌های استالاکتیت گزارش شده‌است. همچنین ممکن است فیروزه جایگزین فلدسپات، آپاتیت، سایر مواد معدنی یا حتی فسیل شود. ادونتولیت استخوان فسیلی یا عاجی است که در طول تاریخ تصور می‌شود توسط فیروزه یا مواد معدنی فسفات مشابه مانند فسفات آهن ویویانیت تغییر یافته‌است. رشد دانه با سایر مواد معدنی ثانویه مس مانند کریزوکولا نیز معمول است. رشد متقابل فیرروزه با سایر کانی‌های مس ثانویه مانند کریزوکول نیز رایج است. فیروزه از کریزوکول، تنها کانی رایج با خواص مشابه، به دلیل سختی بیشتر متمایز می‌شود. فیروزه یک سری محلول جامد کامل با کالکوزیدریت تشکیل می‌دهد. CuFe
6(PO
4)
4(OH)
8 · 4H2O, که در آن آهن (III) جایگزین آلومینیوم می‌شود.

## تاریخچه استفاده انسان از فیروزه
فیروزه و رنگ‌های فیروزه‌ای آن را برای بسیاری از فرهنگ‌های بزرگ دوران باستان محبوب کرده‌است: حاکمان ایران بزرگ، مصر باستان، آزتک‌ها (و احتمالاً دیگر میان‌آمریکایی‌های پیش‌کلمبیایی)، بین‌النهرین، دره سند، چین (حداقل از زمان سلسله شانگ) از آن استفاده نموده‌اند. فیروزه علیرغم اینکه یکی از قدیمی‌ترین جواهرات است، احتمالاً برای اولین بار با دیگر محصولات جدید جاده ابریشم به اروپا (از طریق ترکیه) معرفی شده.

### در ایران
ایران حداقل ۲۰۰۰ سال است که منبع مهم فیروزه بوده‌است. در ابتدا ایرانیان آن را «پیروزه» به معنای «پیروزی» نامیدند و بعدها عرب‌ها آن را «فیروزه» نامیدند که در فارسی امروزین به «فیروزه» تلفظ می‌شود. در معماری ایرانی از فیروزه آبی برای پوشاندن گنبد کاخ‌ها استفاده می‌شد زیرا رنگ آبی قوی آن نمادی از بهشت روی زمین بوده. مهمترین و با کیفیت‌ترین معدن فیروزه در ایران و جهان معدن فیروزه نیشابور می‌باشد. ایران در استان‌های سمنان و کرمان نیز دارای معادن فیروزه است.
در ایران، فیروزه برای هزاران سال عملاً سنگ ملی بوده و به‌طور گسترده برای تزئین اشیاء (از عمامه گرفته تا لگام)، مساجد، و دیگر بناهای مهم داخل و خارج استفاده می‌شده. مانند مسجد جامع عباسی اصفهان. سبک ایرانی و استفاده از فیروزه بعداً به دنبال تأسیس امپراتوری گورکانی در هند به هند آورده شد و تأثیر آن در جواهرات طلای با خلوص بالا (همراه با یاقوت و الماس) و در بناهایی مانند تاج محل مشاهده شده. فیروزه ایرانی اغلب با کلمات عبادی به خط عربی حکاکی می‌شد که سپس با طلا منبت کاری می‌شده.
فریدون جنیدی در کتاب داستان ایران دربارهٔ «فیروزه» می‌نویسد: نام پیروزه در زبان پهلوی «پِیروچک» perocak از ریشهٔ رُوچ = روشن، گرفته شده‌است، که نشان می‌دهد نخستین فیروزه‌ها که بدست آمده‌است، فیروزهٔ خاکی است، که خود روشن و درخشان است.
فیروزه به دو گونه یافت می‌شود: نخست، فیروزه در دل سنگ که می‌باید آن را با دیلم و چکش شکسته، فیروزهٔ اندرونش را بر گیرند و پرداخت دهند، تا درخشان شود. دوم، فیروزه بگونهٔ آزاد، در دلِ خاک، که آن را فیروزهٔ خاکی می‌نامند، و خود پرداخت شده، و درخشان است.
فیروزه در مناطق زیادی یافت می‌شود مانند آمریکا - مصر - ایران - هندوستان و… که بهترین نوع فیروزه جهان به دلیل امتداد داشتن رگه‌های فیروزه از خراسان تا هندوستان، فیروزه نیشابوری و هندی می‌باشد.
همچنین در شهر بابک استان کرمان، معدن فیروزه بزرگی وجود دارد که قابل مقایسه با فیروزه نیشابور است. می‌توان گفت که به جز فیروزه شهر بابک و نیشابور، فیروزه دامغان هم از محبوبیت بسیار عالی برخوردار است ولی به دلیل ناآگاهی مردم به عنوان فیروزه نیشابور به فروش می‌رسد ولی از فیروزه نیشابور گران‌تر است، زیرا در این فیروزه رگه‌های طلا نیز وجود دارد.
در کل هر نوع فیروزه مرغوب را فیروزه ایران (persian turquoise) می‌گویند.
فیروزه در ۲ نوع صاف (عجمی) و رگه دار (شجری) یافت می‌شود. در ایران نوع عجمی طرفداران زیادی دارد. همچنین نوع عجمی نیشابوری با قیمت بسیار بالا معامله می‌شود.
ماده رنگی فیروزه مربوط به مس و آهن است. فیروزه سنگی زنده است. مواد شیمیایی چربی‌ها، اسیدها و… باعث آسیب رساندن به فیروزه می‌شوند.
در کتاب حدود العالم من المشرق الی المغرب دربارهٔ فیروزه چنین آمده:
و اندر کوه‌های وی طوس معدن پیروزه است و معدن مس است و سرب و سرمه و شبه و دیگ سنگین.

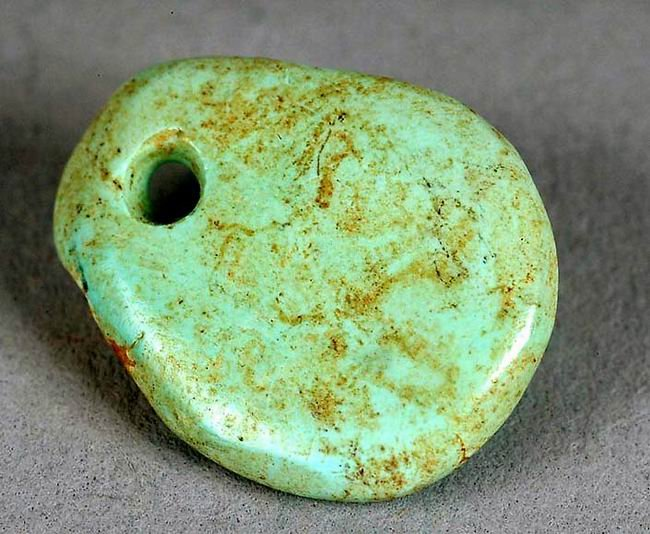
عقیده بر این است که تجارت صنایع دستی فیروزه‌ای، مانند این آویز آزاد که قدمت آن بین سال‌های۱۰۰۰ تا ۱۰۴۰ میلادی است، ثروت زیادی برای مردم پوئبلو اجدادی دره چاکو به ارمغان آورده‌است.
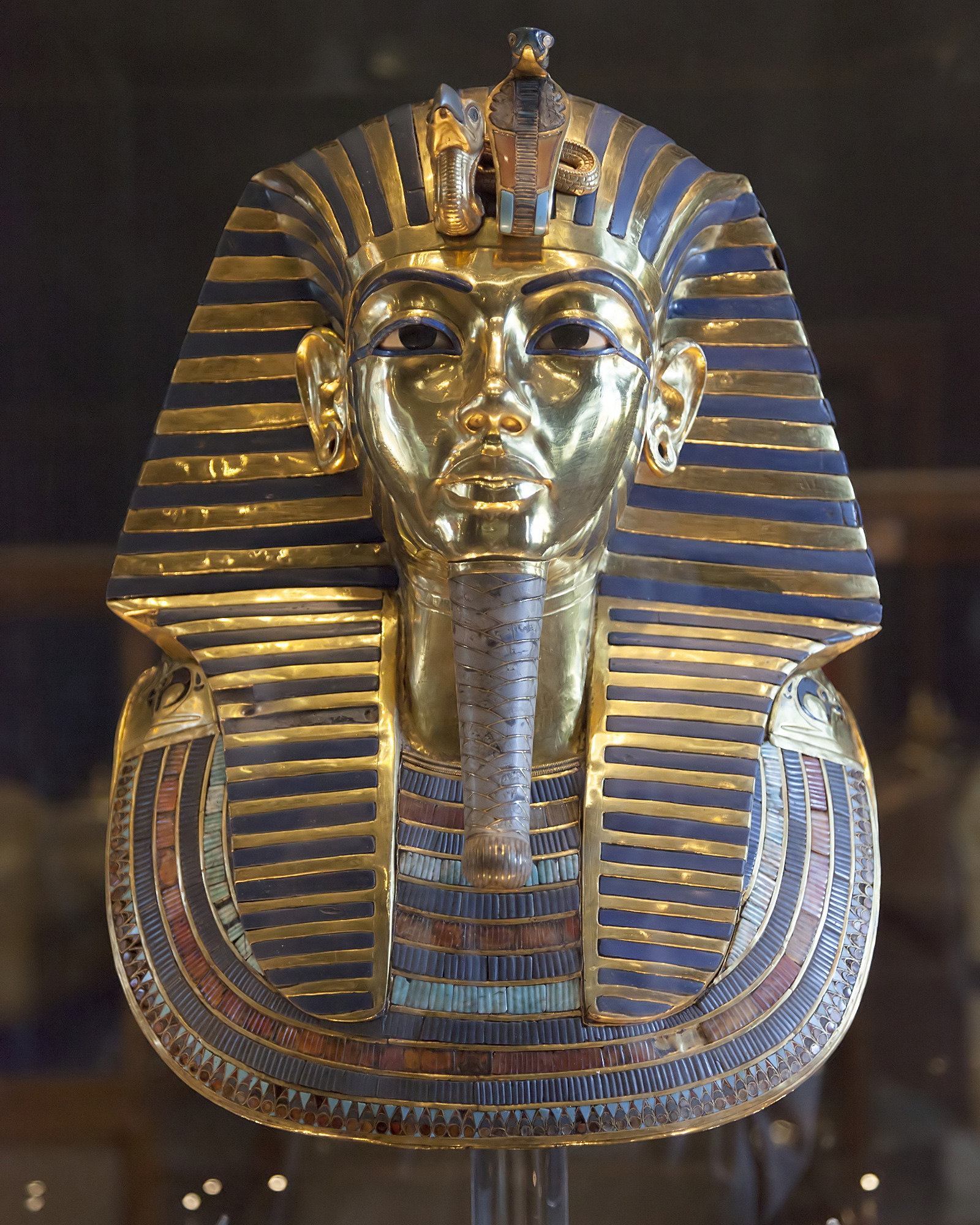
ماسک تدفین نمادین طلای توت عنخ آمون ، منبت کاری شده با فیروزه، لاجورد ، عقیق جگری و شیشه‌های رنگی
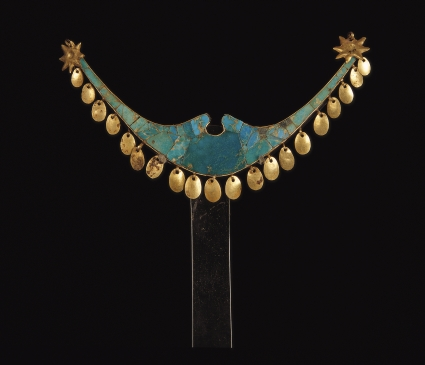
زیور بینی موچه فیروزه ای. مجموعه موزه لارکو ، لیما، پرو
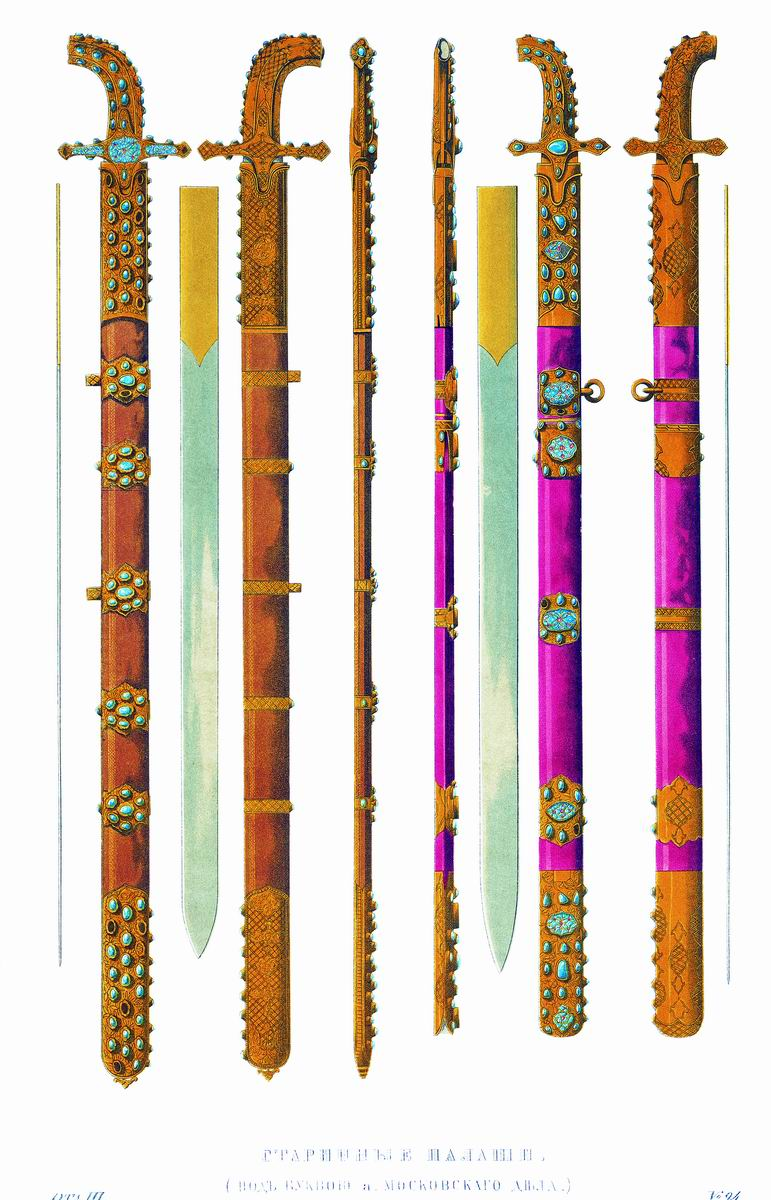
شمشیرهای پشتی، منبت کاری شده با فیروزه. روسیه، قرن هفدهم
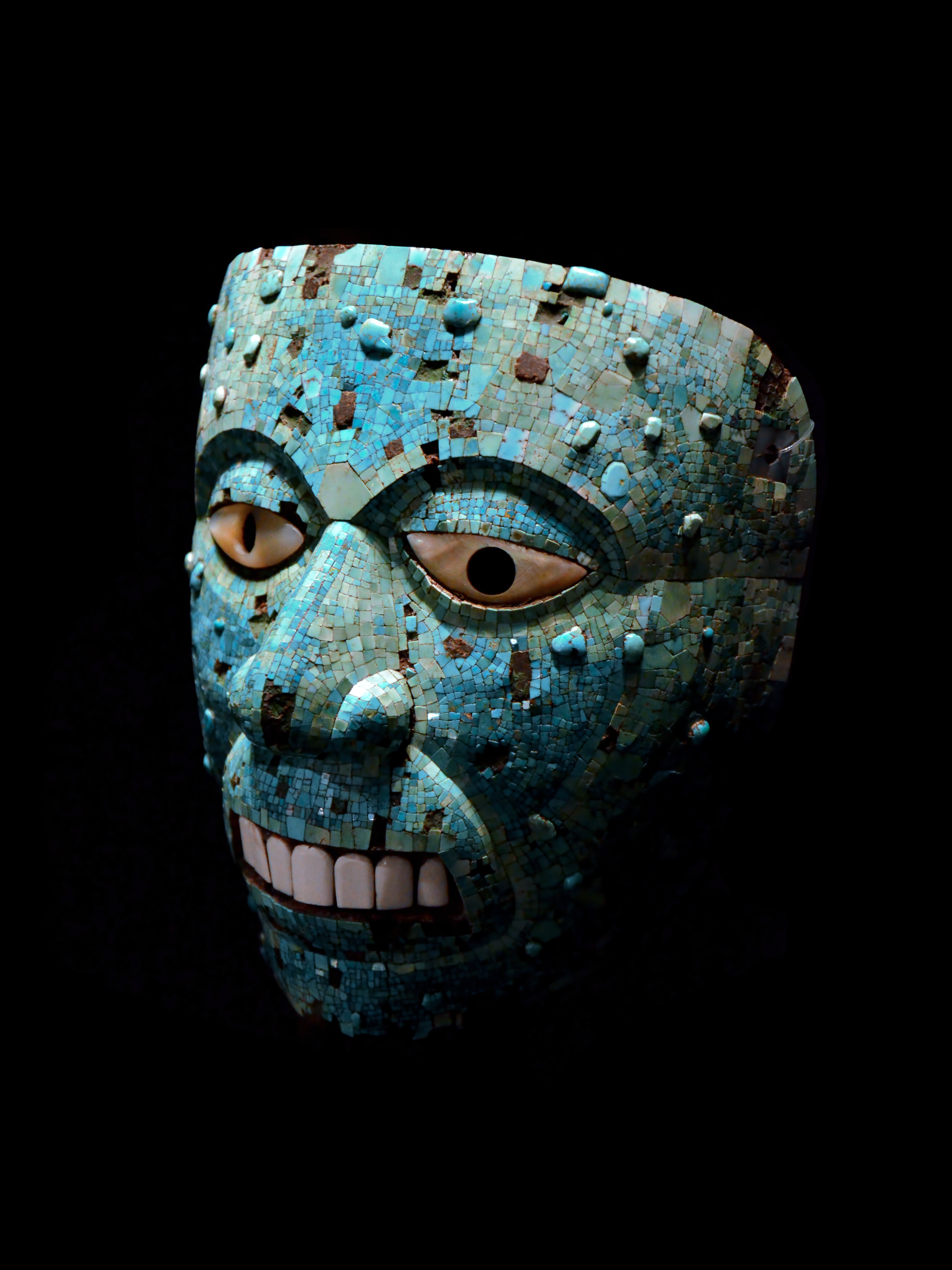
ماسک موزاییکی فیروزه ای Xiuhtecuhtli ، خدای آتش آزتک . آزتک‌ها فیروزه را بر اساس کیفیت متمایز می‌کردند: xihuitl ، نسخه‌ای معمولی‌تر که برای تزئین مانند موزاییک‌ها استفاده می‌شود، و teoxihuitl ، نسخه ویژه‌ای که با ویژگی‌های Teotl آغشته شده و به دلیل زیبایی آن ارزشمند است.
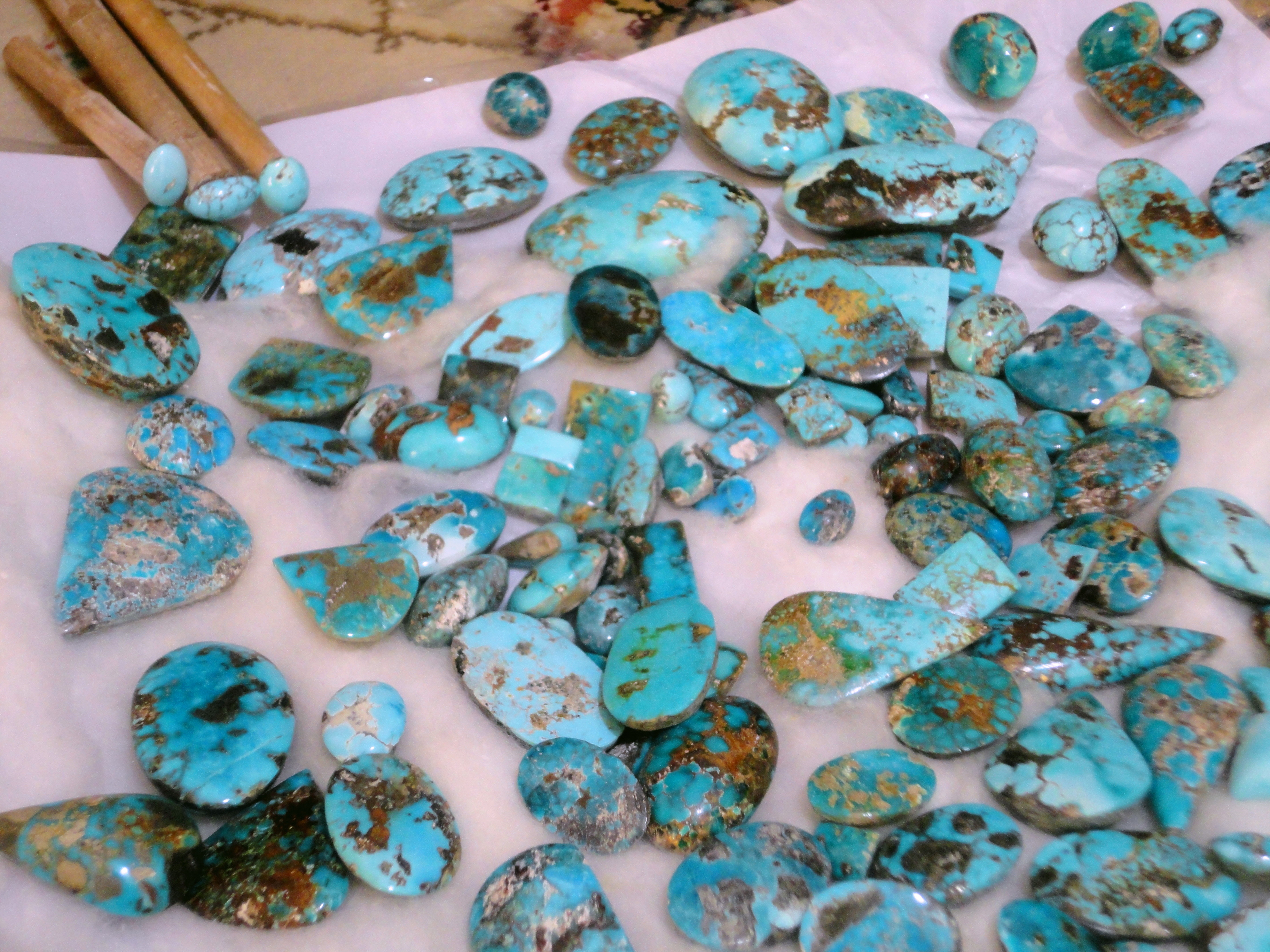
فیروزه معدن علیا نیشابور

### تأثیرات فرهنگی فیروزه
در بسیاری از فرهنگ‌های دنیای قدیم و جدید، این سنگ قیمتی برای هزاران سال به عنوان یک سنگ مقدس، آورنده یک خوشبختی یا یک طلسم مورد احترام بوده‌است. قدیمی‌ترین شواهد برای این ادعا در مصر باستان یافت شد، جایی که اثاثیه قبر با منبت فیروزه ای کشف شد که قدمت آن به حدود ۳۰۰۰ قبل از میلاد سال می‌رسد. در امپراتوری ایران باستان، سنگ‌های قیمتی آبی آسمانی را پیش از این دور گردن یا مچ می‌گذاشتند تا در برابر مرگ غیرطبیعی محافظت کنند. اگر رنگ آنها تغییر می‌کرد، تصور می‌شد که پوشنده دلیلی برای ترس از نزدیک شدن به عذابی را دارد. در همین حال، کشف شده‌است که فیروزه مطمئناً می‌تواند دچار تغییر رنگ شود، اما این لزوماً نشانه ای از خطر قریب‌الوقوع نیست. این تغییر می‌تواند در اثر نور یا واکنش شیمیایی ناشی از مواد آرایشی، گرد و غبار یا اسید پوست ایجاد شود.
الهه حاثور با فیروزه مرتبط بود، زیرا او حامی سرابیت الخادیم بود، جایی که از آن فیروزه استخراج می‌شد. القاب او شامل «بانوی فیروزه»، «معشوقه فیروزه» و «بانوی کشور فیروزه ای» بود.
در فرهنگ غربی، فیروزه نیز سنگ تولد سنتی برای متولدین ماه دسامبر است. فیروزه همچنین سنگی است در سینه‌بند کاهن اعظم یهودی که در سفر خروج شرح داده شده‌است. این سنگ همچنین برای مردم بومی زونی و پوئبلو در جنوب غربی آمریکا مقدس در نظر گرفته می‌شود. آزتک‌ها و مایاهای پیشاکلمبی نیز آن را سنگی با ارزش و از نظر فرهنگی مهم می‌دانستند. 

## ریشه‌شناسی کلمه انگلیسی «turquoise»
نام انگلیسی فیروزه در زبان انگلیسی واژه «turquoise» است. این سنگ در جهان غرب به نام‌های زیادی شناخته شده‌است. پلینیوس از این ماده معدنی به عنوان «callais» (از یونانی باستان κάλαϊς) و آزتک‌ها آن را chalchihuitl نام گذاشته بودند. قدمت کلمه «turquoise» که در جهان انگلیسی زبان برای اشاره به این کانی استفاده می‌شود، به قرن هفدهم برمی‌گردد. «turquois» در فرانسوی به معنای «ترکی» است. این ماده معدنی برای اولین بار از طریق امپراتوری عثمانی به اروپا آورده شد. با این حال، به گفته واژه‌نامه برخط ریشه‌شناسی، قدمت این کلمه به قرن چهاردهم با شکل «turkeis» به معنای «ترکی» است و در دهه ۱۵۶۰ میلادی با «turqueise» فرانسوی جایگزین شد. به گفته همین منبع، این سنگ برای اولین بار از ترکستان یا دیگر سرزمین‌های ترک نشین به اروپا آورده شده‌است.